# Röntgen (eenheid)
De röntgen is een eenheid voor de hoeveelheid aan ioniserende straling die ionisatie veroorzaakt van 1 cm³ lucht bij 0° Celsius en 760 mmHg. De eenheid is genoemd naar de natuurkundige Wilhelm Röntgen. Het symbool voor deze eenheid is R.
{\displaystyle \mathrm {1\ R\approx 2,58\times 10^{-4}{\frac {C}{kg}}=2,58\times 10^{-4}{\frac {A\ s}{kg}}} }
Hierbij is C (coulomb) de eenheid voor elektrische lading, kg (kilogram) de eenheid voor massa, A (ampère) de eenheid voor elektrische stroom en s (seconde) de eenheid voor tijd.
De röntgen is geen SI-eenheid.